# لورا ماكفي
لورا ماكفي (بالإنجليزية: Laura McPhee)‏ هي مصورة أمريكية، ولدت في 1958 في مانهاتن في الولايات المتحدة.